# Столярний клей
Столя́рний клей — клей, що використовується для щільного зв'язування шматків деревини один з одним. Для цього використовуються багато речовин як клеї.

## Типи столярного клею
Протягом багатьох століть тваринний клей, особливо міздряний клей був традиційним клеєм для всіх видів виробів з дерева. Він досі використовується, в основному для музичних інструментів і в роботах з ремонту старовинних меблів.

### За походженням
Столярні клеї, що застосовують в деревообробній галузі, за походженням можна розділити на дві групи — природні і синтетичні. 

До клеїв природної групи належать білкові (казеїнові, альбумінові, колагенові) та вуглеводневі (рослинні) (крохмальні, декстринові).
Синтетичні адгезійні речовини, за методом отримання, поділяють на конденсаційні і полімеризаційні.

## Стосовно нагрівання
Стосовно нагрівання, клеї поділяються на термореактивні (незворотно переходять при нагріванні в твердий нерозчинний стан) і термопластичні (здатні багаторазово розм'якшуватись при нагріванні і тверднути при охолодженні).
До термореактивних належать: карбамідо-формальдегідні, феноло-формальдегідні, епоксидні, меламіно-формальдегідні, поліефірні. Перевагою таких композицій є висока стійкість до дії води і високих температур. Крім того, їм характерна висока хімічна і біологічна стійкість. Використовуються такі клеї для виготовлення ДСП, ДВП, MDF, фанери, для личкування деталей виробів, склеювання самої деревини.
Термопластичним клеям здебільшого властива невисока стійкість до впливу води і вологи, атмосферного повітря та до впливу високих температур. З'єднання на їх основі є більш еластичними і менш токсичними на відміну від клеїв на основі термореактивних клеїв. Термопластичні клеї бувають водорозчинні і вододисперсійні. До водорозчинних належать клеї на основі полівінілового спирту та поліакрилатні клеї, до водоемульсійних — на основі полівінілацетату.

### Карбамідо-формальдегідні смоли
Марки карбамідного клею: КМ-3, КМ-12, КМ-17, М-4, М-7, М-60. Склеювані матеріали: деревина і пористі матеріали. Умови використання: 20 °C.

### Фенол-формальдегідні смоли
Марки фенол-формальдегідного клею: МФ-17, МФ та ін.Склеювані матеріали: деревина і пористі матеріали. Умови використання: 20 °C.

### Полівінілацетатні (ПВА)
Одно- або двохкомпонентні клеї ПВА широко використовуються в деревообробній промисловості і меблевому виробництві.

### Ціаноакрилат
Ціаноакрилат (Миттєвий Клей, Суперклей, CA або CYA) використовується в основному для дрібного ремонту. Склеює миттєво, в тому числі шкіру.